# Strobilanthes coertii
Strobilanthes coertii är en akantusväxtart som beskrevs av Terao och J.R.Benn.. Strobilanthes coertii ingår i släktet Strobilanthes och familjen akantusväxter. Inga underarter finns listade i Catalogue of Life.